# Nederlandse Omroep Stichting
Pour les articles homonymes, voir NOS.
La Nederlandse Omroep Stichting, abrégé en NOS (en français « Fondation de radio-télévision néerlandaise »), est une organisation audiovisuelle publique de radios et télévisions néerlandaise.
La NOS gère des émissions de télévisions et radios, comme les journaux télévisés (NOS Journaal), largement diffusées sur les chaînes de télévision NPO 1, NPO 2, NPO 3 ainsi que NPO Radio 1, en plus de la radio internationale publique (Radio Nederland Wereldomroep) également propriété de la NPO. La majorité des programmes de la NOS sont produits par la NOS, diffuseur à propriété de la NPO. À cela s'ajoutent les nombreuses pages télétexte et internet que la NOS met en œuvre. Le réseau informatif emploie environ 700 journalistes et assistants. La NPS, (Nederlandse Programma Stichting), qui diffuse des programmes culturels, est créée en 1995 et se sépare de la NOS. En fusionnant avec TELEac et RVU, elle cesse ses activités en 2010, le domaine culturel revenant ainsi sous le giron de la NOS. Enfin, la NOS est en partie propriétaire de la chaîne télévisuelle BVN.